# Менат

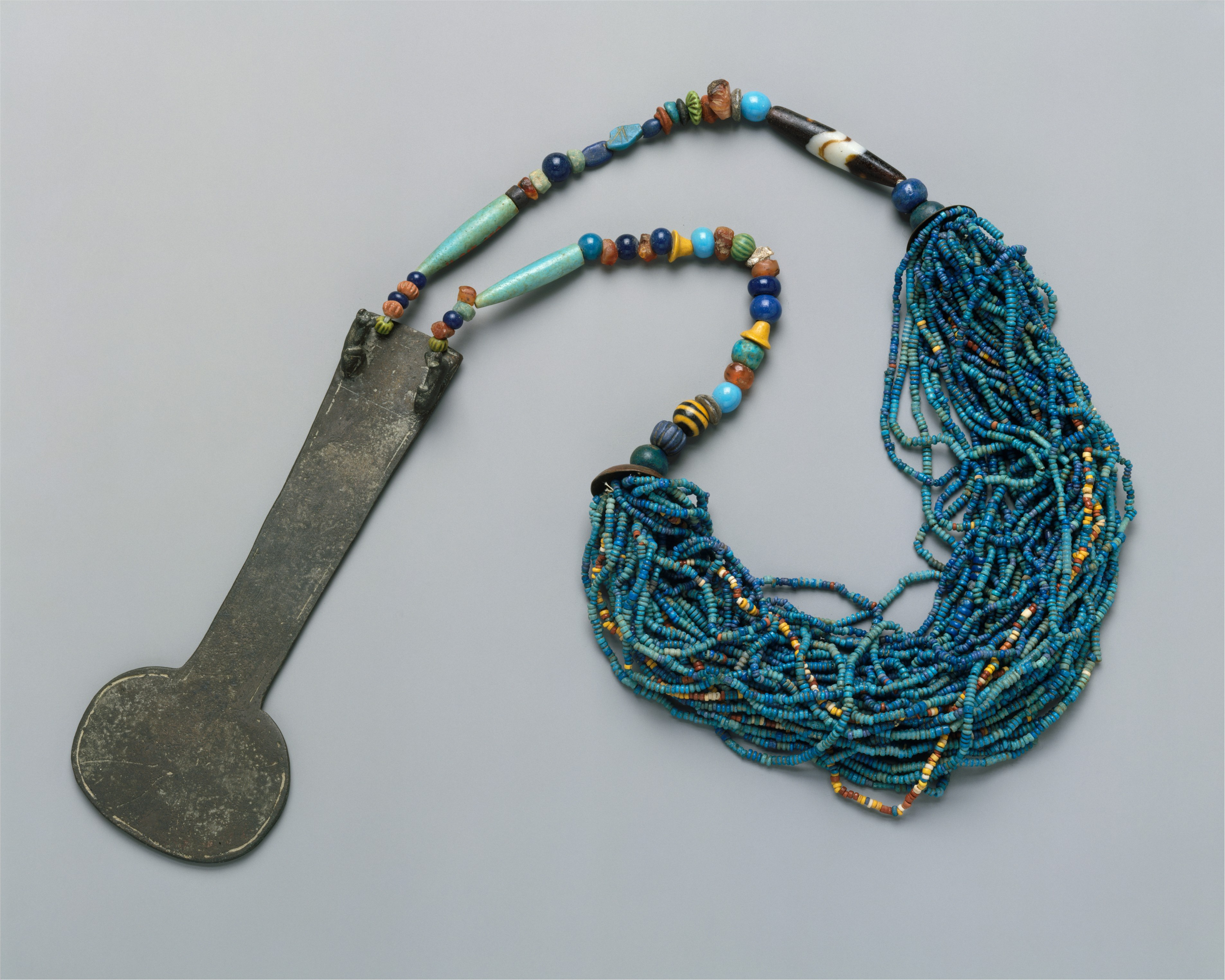
Менат — намисто кінця XVIII династії єгипетських фараонів

У стародавній єгипетській релігії, Менат (давньоєгип. mnj.t, суч. араб. منات) — ім'я богині Хатхор, і тісно пов'язаний з нею артефакт, що інколи використовувався як музичний інструмент (як і систр). Починаючи з часів правління Аменхотепа III менат став асоціюватися з культом богині Мут.

## Опис
Менат ділиться на кілька частин. Одна із них у вигляді плескатої таблички, що називається Егіда (від грецького «щит»), яку носили на грудях. З одного кінця коштовними мотузками до неї кріпилися пасма з бісеру, що були закріплені у вигляді пучка (або веселки). Інші ж кінці егіди були прив'язані до пластинки, яка бовталася на спині власника та виконувала роль противаги. Егіда часто виготовлялася з фаянсу (кераміки), але іноді використовували й інші матеріали — шкіру, бронзу тощо. Даний артефакт часто був присутній на мальованих і видовблених зображеннях подій та божеств, якось пов'язаних з Хатхор.

## Застосування
Артефакт, іменування якого дещо відрізнялося ієрогліфічним написанням, ніж ім'я богині Хатхор, використовувався двома способами:
- часто його носили у вигляді захисного амулета (ним навіть хизувалися сини Хатхор та, іноді, священний бик Апіс).[7]
- тримався у руці за ручку-пластинку і застосовувався жрицями Хатхор, як брязкальце.[8]

За легендами намисто повинно було приносити удачу й захищати власника від злих духів. За часів правління Рамессидів (XIX та XX династії фараонів, які складають останні дві третини періоду, відомого як Нове Царство) вірили, що менат оберігав і в потойбічному житті, тому його нерідко клали в могилу разом з небіжчиком, як могильний дар. У побуті жінки одягали це намисто сподіваючись на вдалу вагітність та міцне здоров'я, а чоловіки зазвичай носили його як символ мужності.
Жриці Хатхор використовували менат як шумовий ударний інструмент. Менат вважався жіночим інструментом. Жінки-музикантки і співачки трясли менат та систр перед статуями божеств. Спільне звучання систра та мената імітувало шелест заростей папірусу під час вітру.

## Галерея

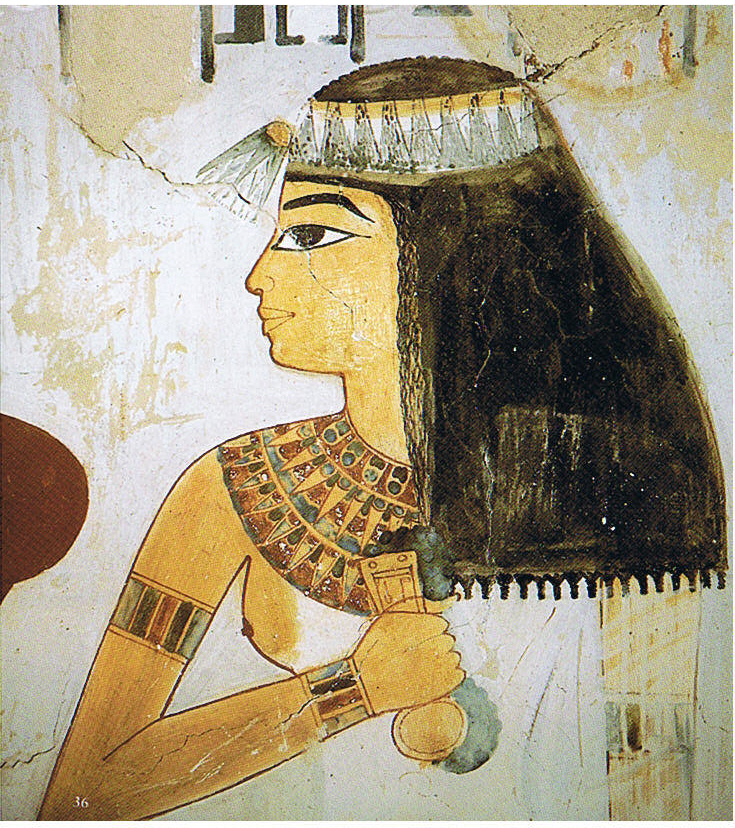
Менат на зображенні могили Нахта
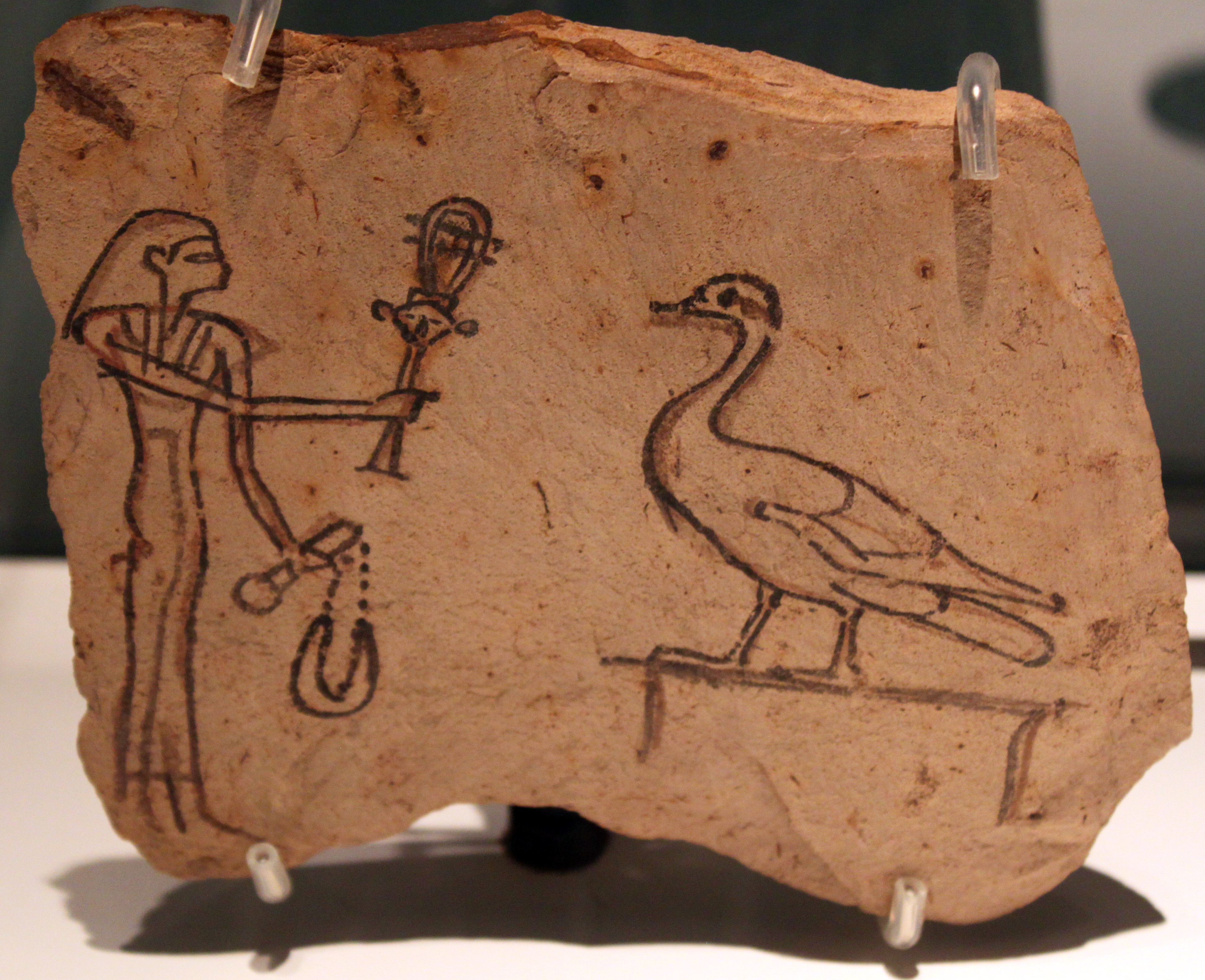
Жінка тримає в руках систр і менат. Дейр ель-Медіна , бл. 1400 рік до н. е.
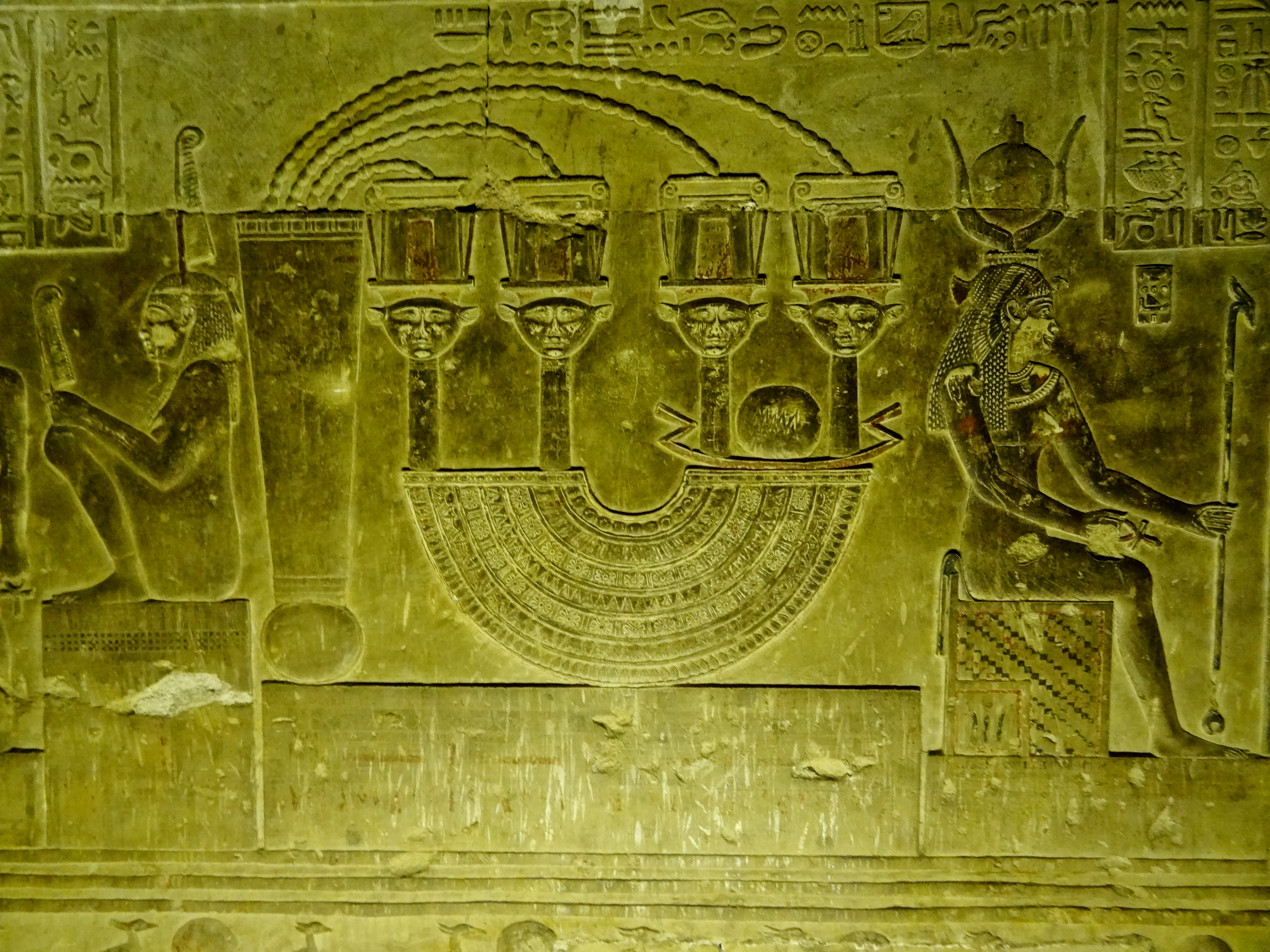
Менат на рельєфі в храмі Хатхор в Дендері

## Додаткова література
- Роберт А. Армор, "Боги та міфи Стародавнього Єгипту", American Univ. in Cairo Press 2001
- Джордж Харт, The Routledge Dictionary Of Egyptian Gods And Goddesses, Рутледж 2005
- Манфрес Луркер, Lexikon der Götter und Symbole der alten Ägypter, 1974 Шерц
- Стівен Роберт Біанкі, Повсякденне життя нубійців, Greenwood Press 2004
- Венді Доніґер, Merriam-Webster's Encyclopedia of World Religions, Merriam-Webster 1999
- Карел ван дер Турн, Пітер Віллем ван дер Хорст, Боб Бекинґ, Вм. Б. Еердманс, Словник божеств і демонів у Біблії, Wm. B. Eerdmans Publishing 1999
- Ерман, Йоганн Петер Адольф і Герман Ґрапов, ецп. 1926-1953. Wörterbuch der aegyptischen Sprache im Auftrage der deutschen Akademien. 6 томів. Лейпциг: J. C.
- Hinrichs’schen Buchhandlungen. (Передруковано Берлін: Akademie-Verlag GmbH, 1971).

## Зовнішні посилання
- Guide To Egypt Travel (англійською) [Архівовано 31 грудня 2018 у Wayback Machine.]